# Wigner Jenő

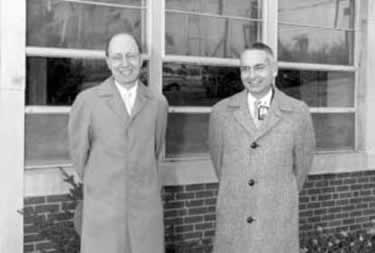
Wigner Jenő és Alvin Weinberg

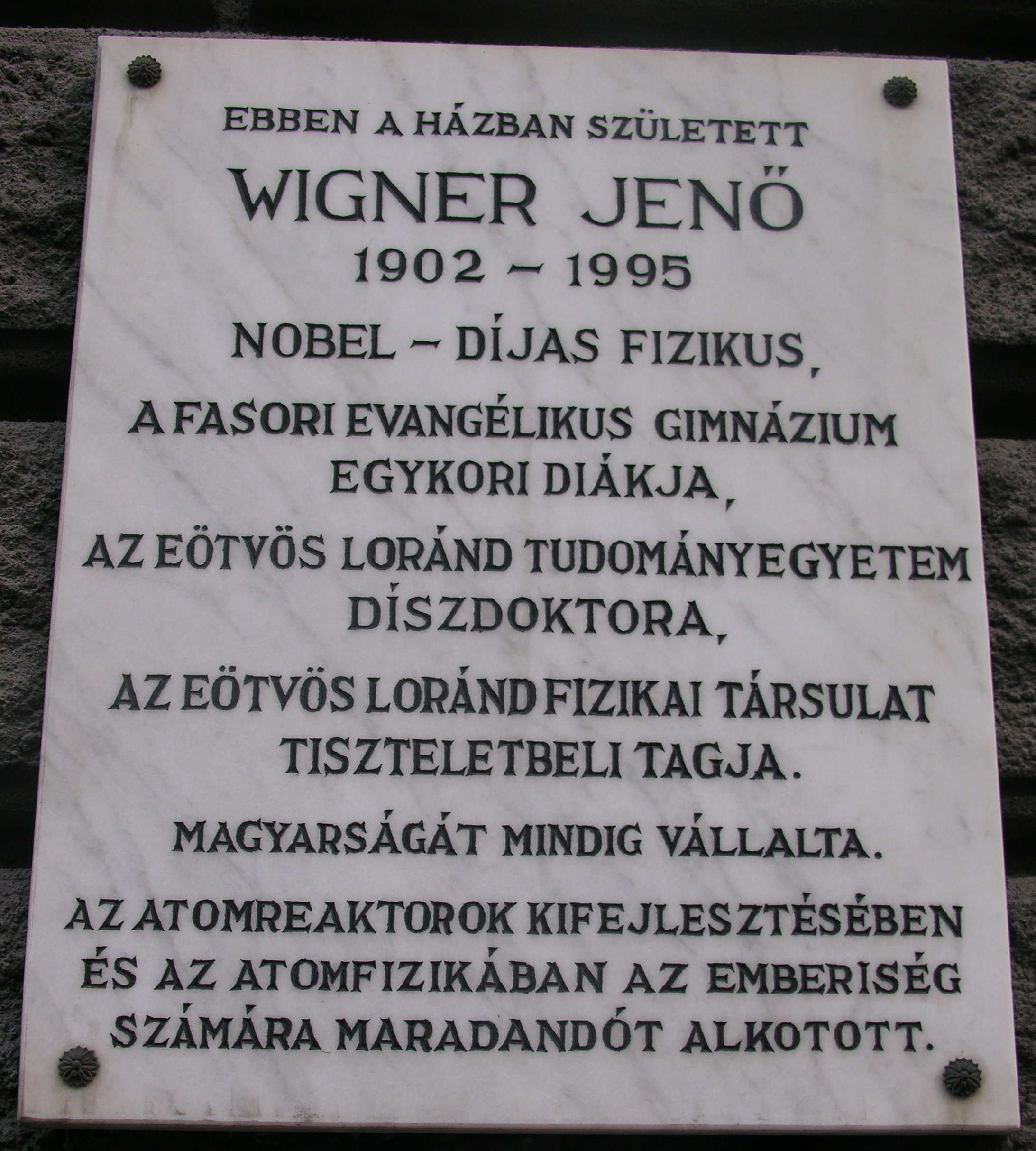
Wigner Jenő emléktáblája szülőházán, a Király utca 76. szám alatt

Wigner Jenő Pál angol nyelvterületen Eugene Paul "E. P." Wigner (Budapest, VI. kerület, 1902. november 17. – Princeton, New Jersey, 1995. január 1.) Nobel-díjas magyar-amerikai fizikus. 1963-ban fizikai Nobel-díjat kapott „az atommagok és az elemi részecskék elméletének továbbfejlesztéséért, különös tekintettel az alapvető szimmetriaelvek felfedezéséért és alkalmazásáért.” 1972-ben elméleti fizikai eredményeiért több Albert Einstein-díjat is kapott.
A századelőn a fizikát a legjobb tudósok is egy majdnem befejezett tudománynak gondolták, amelyben minden fontos dolgot felfedeztek, és amelyben már csak pár apró részletet kell jobban kidolgozni. Wigner Jenő egyike volt azoknak a húszas évekbeli fizikusoknak, akik újjáteremtették a fizika tudományát, többek között bevezetve a kvantummechanikába a szimmetriák elméletét. Egyike volt a századfordulós Budapest híres tudósainak, akik közé Erdős Pál, Kármán Tódor, Neumann János, Teller Ede és Szilárd Leó is tartozott, utóbbi vált talán legközelebbi felnőttkori barátjává. Neumann iskolatársa és tanácsadója is volt, róla Wigner később így írt: „a legokosabb ember, akit ismertem a Földön.”

## Életrajza
Budapesten Terézvárosban zsidó családban született a Király utca 76. szám alatti házban, Wigner Antal kiskunfélegyházai születésű kereskedő és a kismartoni születésű Einhorn Erzsébet gyermekeként.
Többnyire boldog gyermekkort tudhatott magáénak: szülei harmonikus házasságban éltek, és nagyon szerette a lánytestvéreit. Kiskorában sokat szeretett sétálni. Tizenegy éves volt amikor tuberkulózist diagnosztizáltak nála, és ekkor hat hetet az osztrák hegyekben kellett töltenie anyjával egy szanatóriumban.
A Fasori Evangélikus Gimnáziumban Neumann János felett járt egy osztállyal, és Rátz Lászlótól, az odaadó tudóstól és tanártól tanulhatott matematikát. Fizikából a neves tanár, Mikola Sándor tanította. Az iskola szellemisége nagy hatást gyakorolt rá. 1919 márciusában a kommunisták hatalomra jutása után az egész Wigner család elhagyta az országot. Novemberig Ausztriában éltek, ahol a család áttért az evangélikus hitvallásra. Miután elvégezte a gimnáziumot, 1920-ban beiratkozott a Műegyetem vegyészmérnöki szakára, de 1921-től a Berlini Műszaki Főiskolán (ma Berlini Műszaki Egyetem) folytatta tanulmányait. Lényegesebb, hogy a Német Fizikai Társulat szerda esti beszélgetéseit is látogatta, melyeken részt vettek olyan nagy tudósok, mint Max Planck, Max von Laue, Rudolf Ladenburg, Werner Heisenberg, Walther Hermann Nernst, Wolfgang Pauli és – nem utolsósorban – Albert Einstein. Szilárd Leóval is ezeken a kollokviumokon találkozott. Szilárd szinte azonnal az egyik legjobb barátjává lett, bár személye mindvégig rejtély maradt számára.
A harmadik döntő fontosságú élménye szintén Berlinben érte: a Kaiser Wilhelm Institutban dolgozva találkozott Polányi Mihállyal, aki a doktori témavezetője és Rátz László után a legfontosabb tanára volt. Doktori értekezésének címe: Molekulák képződése és szétesése.

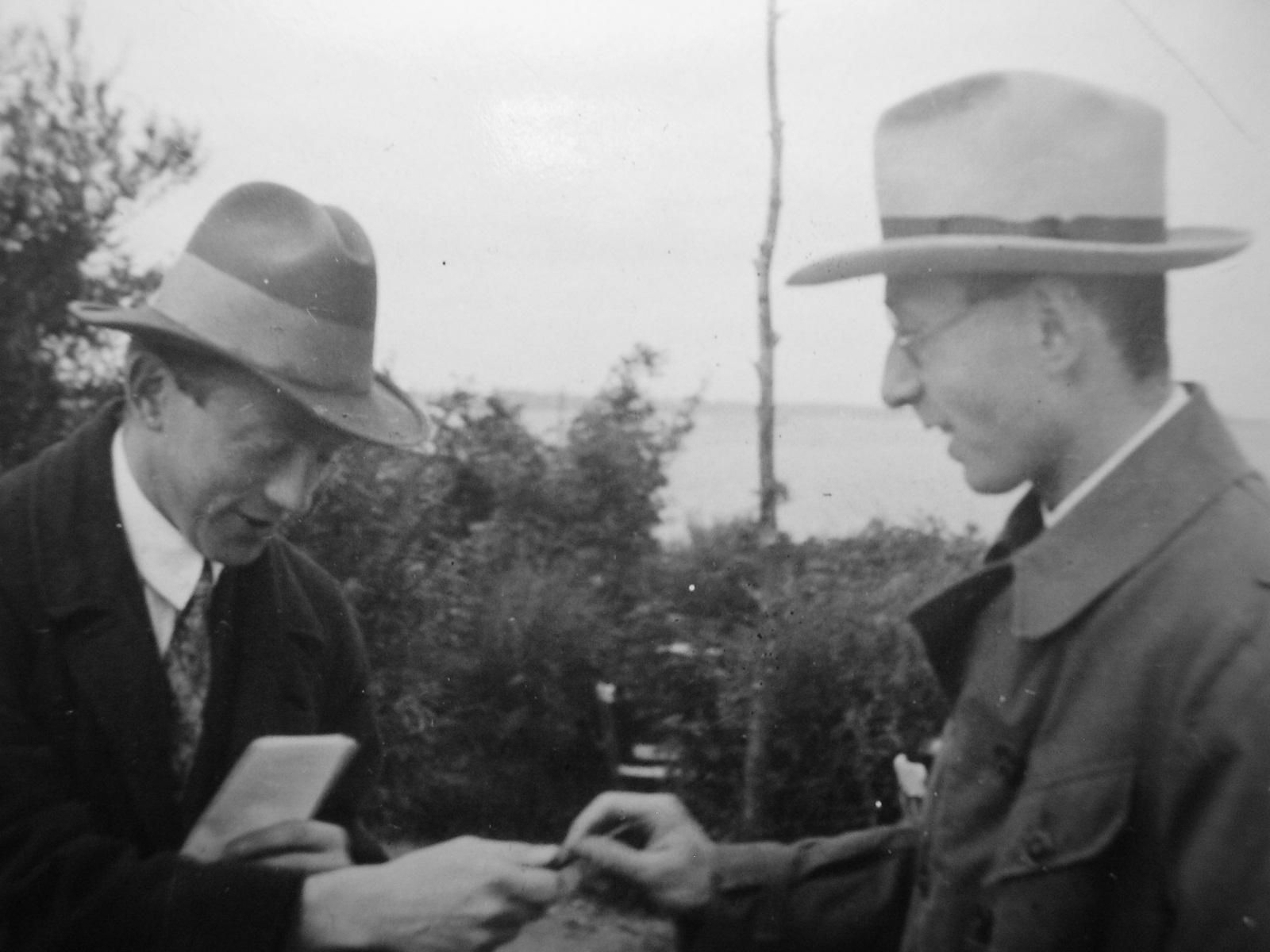
Werner Heisenberg és Wigner Jenő (1928)

1925-ben visszatért Magyarországra. Édesapja mellett mérnökként dolgozott az újpesti bőrgyárban, de végül nem tudott ellenállni a berlini Kristálytani Kutatóintézet hívásának, és ismét Németországba költözött.
Az 1920-as évek végén Göttingenben a nagy matematikusnak, David Hilbertnek lett a segédje. Ez nagy kiábrándulás volt számára, mert Hilbert nem volt már szellemileg aktív. Rengeteg időt töltött a könyvtárban, és Einstein helytelenítésével nem törődve beleásta magát a Werner Heisenberg, Erwin Schrödinger és Paul Dirac nevével fémjelzett kvantummechanikába. 1929-re publikációival széles körben felhívta magára a fizikusvilág figyelmét. 1931-ben adta ki Csoportelmélet módszer a kvantummechanikában című művét, amely egy ma is használatos eszközt adott az elméleti fizikának. Az elmélet kidolgozásában Neumann János is segítette. 1930-ban az amerikai Princetoni Egyetem Neumann-nal együtt felvette tanárai közé. 1933-ban, Hitler hatalomra jutása után azonban még fél évet Európában töltöttek utazgatással, tanulással, tanítással. Wigner a kezdetektől fogva a nemzetiszocialista rendszer kritikusa volt. Később, amikor többen dicsérték az ítélőképességét, mindig tiltakozott, mondván, nem kellett különösebb érzékenység ahhoz, hogy felismerje Hitler gonoszságát és veszélyességét; ahhoz kellett inkább speciális érzékenység, hogy valaki ne lássa.
Princetonban bemutatta húgának, Margitnak Paul Dirac fizikust. Margit és Dirac később összeházasodtak, kettejük barátsága pedig elmélyült. Eltöltött valamennyi időt Einsteinnel is, aki szintén Princetonba ment, az Institute for Advanced Studyra. A harmincas évek végén kiterjesztette kutatásait az atommagokra is. Kifejlesztett egy fontos általános elméletet az atommag-reakciókra. Kiváló elméleti (lásd például Wigner–Eckart elmélet) és ragyogó kísérleti szakember is volt, ezenkívül alaposan értett a mérnöki tudományokhoz is. 1936-ban Princeton nem alkalmazta tovább, emiatt a Wisconsin–Madison Egyetemre ment. Ott találkozott első feleségével, egy bájos fizikushallgatóval, Amelia Frankkel. De Frank 1937-ben meghalt, és Wigner bánatában el akarta hagyni Madisont. Princeton szeretett volna egy kitűnő fiatal fizikust, és sokan őt ajánlották, ezért visszahívták, így 1938-ban ismét Princetonba került. Bár meggyőződéses politikai amatőrnek tartotta magát, 1939-ben és 1940-ben nagy szerepe volt a Manhattan terv melletti agitációban, ami az első atombomba megépítéséhez vezetett Hitler megfékezése érdekében. Azonban nagyon letörte, amikor látta, hogy Hirosimára és Nagaszakira ledobták a bombát. Ugyanakkor mint választott hazájának hű polgára, védelmezője maradt az amerikai hadseregnek, és továbbra is úgy gondolta, hogy az atombombára szükség volt.
Wigner 1941-ben házasságot kötött Mary Annette Wheelerrel (nem rokona a híres fizikus Wheelernek). Két gyermekük született. 1977-ben Wigner másodszor is megözvegyült. Harmadik felesége Eileen Clare-Patton Hamilton volt. Eileen Wigner halála után 2010-ben hunyt el.
A negyvenes évek elején az atomenergia békés felhasználásának úttörője lett: 1941-ben ő tervezte meg az első, kísérleti atomreaktort, és ő ajánlotta, hogy a neutronok lassítására vizet használjanak. 1946-ban elfogadta a tennessee-i Clinton Laboratory (ma Oak Ridge Nemzeti Laboratórium) kutatási és fejlesztési igazgatói állását. Mivel nem volt hivatalnok típus, egy év múlva visszatért tanítani és kutatni a Princetoni Egyetemre. Az 1950-es években elkeserítette Enrico Fermi, Einstein és Neumann halála, valamint a Manhattan-projekt vezetője, J. Robert Oppenheimer elleni politikai támadások. 1960-ban, amikor már a matematikai fizika nagy alakjai közé sorolták, megírta legismertebb nem fizikai tárgyú tanulmányát, a mára klasszikussá vált „The Unreasonable Effectiveness of Mathematics in the Natural Sciences”-t (A matematika meghökkentő hatékonysága a természettudományokban). Ebben a tanulmányban amellett érvelt, hogy a fizikai fogalmak eredete a biológiában és az észlelésben gyökerezhet, és hogy az a szerencsés egybeesés, hogy a matematika nyelve ennyire tökéletesen alkalmas a fizika leírására. Sokszor nem csak az eredeti probléma leírására alkalmas, hanem azon tovább mutatva újabb jelenségeket is megjósol (pl. ahogy a tárgyak mozgását leírták a Földön, ugyanez a bolygók pályájára is igaz). 1963-ban megkapta a fizikai Nobel-díjat. Elismerte, hogy sohasem gondolta volna, hogy ez megtörténhet, majd ezt fűzte hozzá: „Nem gondoltam volna, hogy valaha is úgy közlik a nevemet az újságok, hogy nem tettem semmi komiszat.”
Fél évszázados távollét után négyszer látogatta meg szülőhazáját. Először 1976 augusztusában jött haza az Eötvös Loránd Fizikai Társulat meghívására. Következő látogatása alkalmával, 1977-ben a társulat tiszteletbeli tagjává választotta. 1983-ban hazalátogatva felkereste a Paksi Atomerőművet is. 1987-ben megkapta az ELTE tiszteletbeli doktori címét, és a Parlamentben átvette a Magyar Népköztársaság Zászlórendjét. (A fogadáson megkérte a cigánybandát, játsszák el a kedvenc nótáját: Ritka búza, ritka árpa, ritka rozs; és csárdást is táncolt a zenére.) Negyedik budapesti látogatása után Wigner erőnléte megromlott, nem vállalkozhatott további tengerentúli utazásokra. Amikor 1988-ban a Magyar Tudományos Akadémia tiszteleti tagjává választotta, már nem tudta személyesen megtartani székfoglaló előadását.
1992-ben, kilencvenévesen közzétette emlékiratait „The Recollections of Eugene P. Wigner” címmel.
1995-ben halt meg Princetonban.

## Személyisége

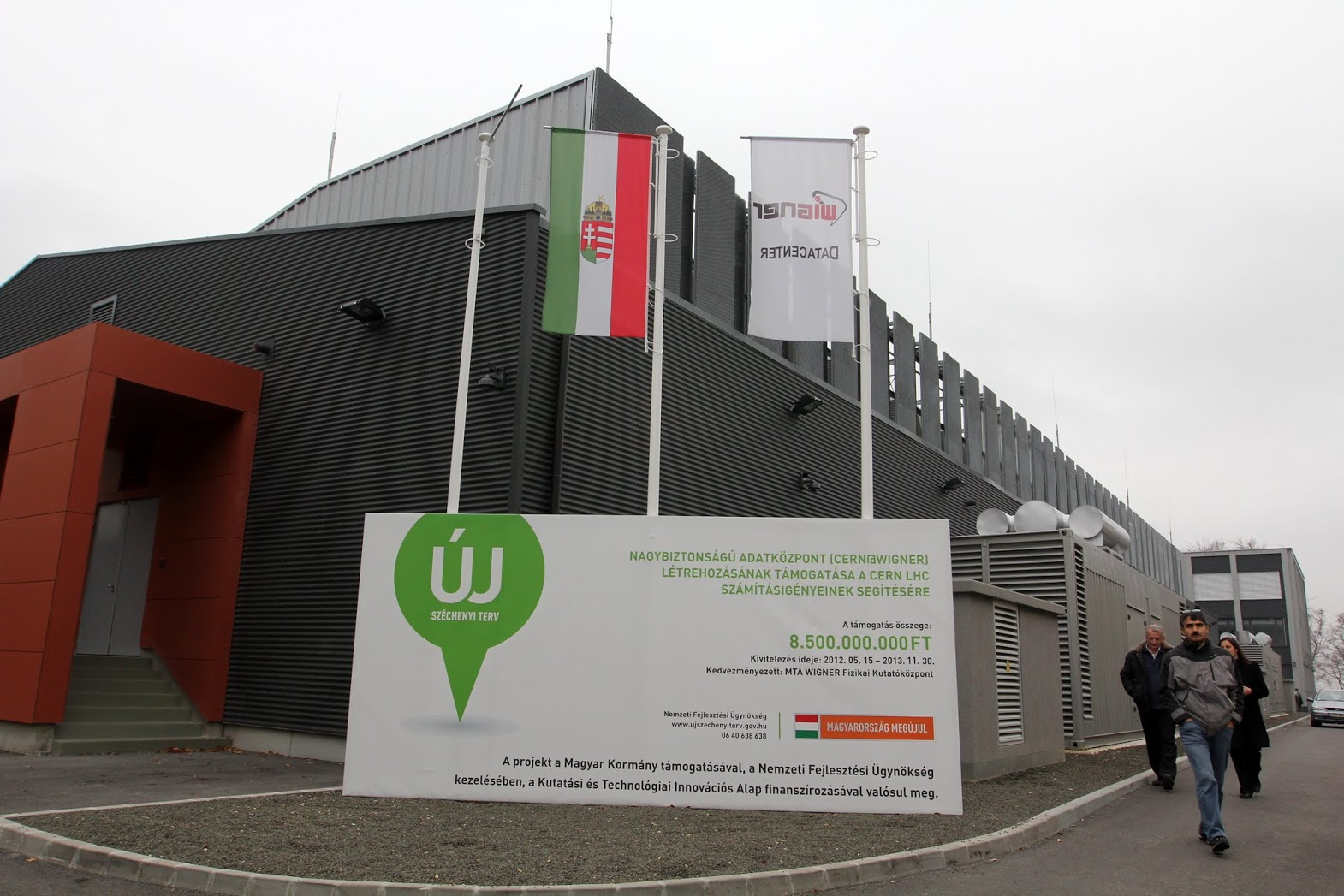
Wigner adatközpont a KFKI-ban

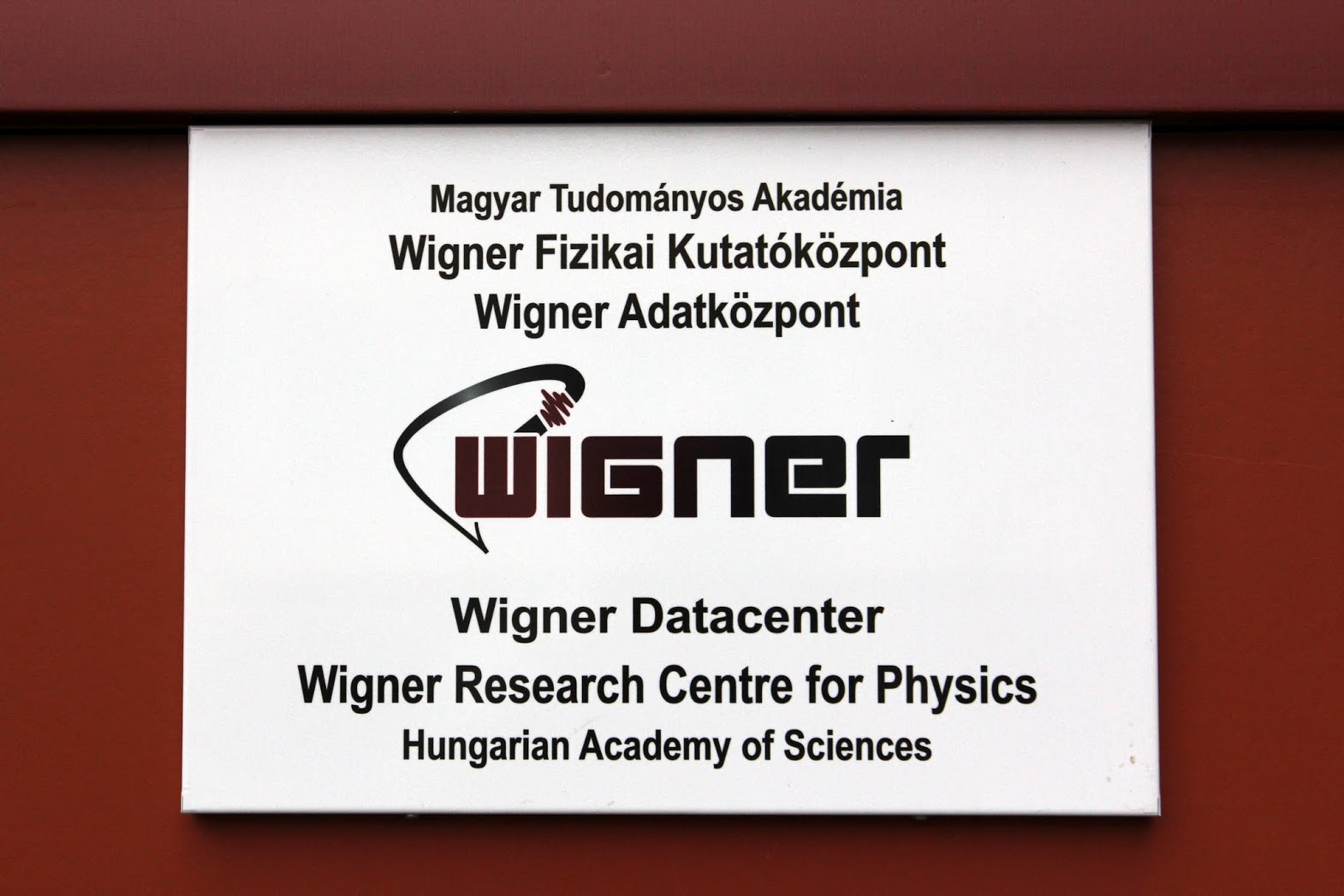
A Wigner adatközpont táblája

Híres volt finomságáról és körülményes udvariasságáról másokkal szemben.
Egyszer fiatalemberként a füvön feküdt egy városi uszodában Göttingenben, a német csillagász Heckmannal. Heckman látta, hogy a hangyák felmásztak Wigner jobb lábára és megcsípték. Erre megkérdezte tőle, hogy miért nem öli meg a hangyákat. – Mert nem tudom, melyik volt – válaszolta.
Egy alkalommal előadásának végén a hallgatóság egyik tagja jelentkezett, hogy feltegyen egy kérdést. Miután meghallgatta, csak ennyit válaszolt: „A nevem Mr. Wigner.” A kérdező meglepetten megismételte a kérdését. Ugyanazt a választ kapta: „A nevem Mr. Wigner.” Végül valakinek sikerült feloldania a patthelyzetet azzal, hogy rámutatott, Wigner egyszerűen zavarban volt, mert nem tudta a hallgató nevét. Túl udvarias volt ahhoz, hogy megkérdezze, így bemutatkozott, annak reményében, hogy megtudhatja.
Formális és kötetlen tudományos találkozókon, amikor valaki kapkodva előhozakodott a maga elméletével, gyakran megállította: „Nem értem!” Sohasem volt elbizakodott, sose félt, hogy bolondnak nézik. Tudós létére meglehetősen babonás volt, nem állhatta, ha 13 számla volt a zsebében, és ha jó hírt hallott, azonnal lekopogta valamilyen fából készült tárgyon.
Élete végéhez közeledve gondolkodásmódja filozofikusabbá vált. Memoárjában ezt írja: „Az élet teljes jelentése, minden emberi vágy együttes értelme, egy olyan alapvető rejtély, ami meghaladja felfogóképességünket. Amíg fiatal voltam, dühös voltam a dolgok ezen állása miatt. Mára megbékéltem vele. Még megtiszteltetésnek is tartom, hogy közöm lehet ehhez a rejtélyhez.”

## Emlékezete

Wigner Jenő emlékpad (Alsógöd-Városvédők Egyesülete)

- Az akadémia 1999-ben díjat alapított tiszteletére. A Wigner Jenő-díjat minden évben olyan szakemberek kaphatják, akik a magyar nukleáris energetika és fizika terén tevékenységükkel maradandót alkottak.
- Születésének 100. évfordulóján ünnepi ülésszakot tartott az Amerikai Fizikai Társaság, az Európai Fizikai Társaság, valamint az Eötvös Loránd Fizikai Társulat is.[6]
- A 2001. január 1-jén két magyar csillagász (Sárneczky Krisztián és Kiss László) által fölfedezett kisbolygót Wigner Jenőről nevezték el (75570 Jenőwigner).
- 2012-től az ő nevét viseli a Wigner Fizikai Kutatóközpont
- Középiskolát is neveztek el róla Egerben: Wigner Jenő Középiskola (teljes nevén Wigner Jenő Műszaki, Informatikai Technikum, Szakképző Iskola, Gimnázium és Kollégium)
- Egerben található Wigner Jenő mellszobra a Wigner Jenő Középiskola szoborparkjában

## Művei magyarul
- L. Eisenbud–G. T. Garvey–E. P. Wigner: Az atommag szerkezete; ford. Györgyi Géza; Akadémiai, Bp., 1969
- Szimmetriák és reflexiók. Wigner Jenő tudományos esszéi; ford. Györgyi Géza; Gondolat, Bp., 1972
- Csoportelméleti módszer a kvantummechanikában; ford. Györgyi Géza, Sebestyén Ákos; Akadémiai, Bp., 1979
- Kovács László: Neumann János és magyar tanárai; előszó Arthur O. Stinner, tan. Wigner Jenő; BDF, Szombathely, 2003 (Studia physica Savariensia)
- Wigner Jenő válogatott írásai; vál., előszó Ropolyi László; Typotex, Bp., 2005 (Principia philosophiae naturalis)
- Kovács László: Györgyi Géza. Egy kivételes elméleti fizikusi életpálya, 1930–1973; előszó Patkós András, levelek Wigner Jenő; MATI, Bp., 2016 (Magyar tudománytörténeti szemle könyvtára)

### Videó és hanganyag
- Videó az életéről
- Marx György: Wigner Jenő A Magyar Elektronikus Könyvtárban (2013. október 14. óta)